# Departamento del Beni
El departamento del Beni es uno de los nueve departamentos en que se divide Bolivia. Su capital y ciudad más poblada es Trinidad. Está ubicado en el centronorte del país, limitando al norte con la República Federativa de Brasil, al este con el departamento de Santa Cruz, al sur con el departamento de Cochabamba, al oeste con el departamento de La Paz y al noroeste con el departamento de Pando. Con una superficie territorial de 213.564 km², Beni es el segundo departamento más extenso de Bolivia.
Según el último Censo INE oficial realizado el año 2024, el departamento cuenta con una población de 477 641 habitantes. La densidad es de 2,24 hab/km² siendo el segundo departamento menos densamente poblado, solo por delante del departamento de Pando. El departamento fue creado el 18 de noviembre de 1842 por el mariscal de Ingavi José Ballivián Segurola.
Administrativamente el departamento del Beni se encuentra conformado por 8 provincias, que a la vez, estos se encuentran divididos en 19 municipios. El municipio de Trinidad es el más poblado con una población de 162.710 habitantes, concentrando al 32,1 % del total de la población departamental. Otros municipios también de importancia por la cantidad de población que tienen son los siguientes respectivamente: Riberalta, Guayaramerín, San Borja, Santa Ana de Yacuma, San Ignacio de Mojos, Rurrenabaque y Reyes
La economía del departamento del Beni tradicionalmente se ha caracterizado por ser un departamento apoyado en el rubro de la ganadería, poseyendo la mayor parte de las cabezas de ganado vacuno del total del país. Es la octava economía departamental del país (penúltimo), solo por encima del departamento de Pando. 
Según datos oficiales del Instituto Nacional de Estadística de Bolivia, en 2016 la economía de todo el departamento del Beni (producto interno bruto) alcanzó los US$ 939 millones de dólares, con lo cual llega a representar al 2,76 % de la Economía Total de Bolivia (34.053 millones). En cuanto al ingreso por habitante  (PIB per cápita), el departamento cerró el año 2016 con  US$ 2.060 dólares en promedio por cada habitante.

## Etimología
El nombre del departamento fue puesto por el presidente José Ballivián en homenaje al río Beni. Beni proviene de la palabra "ben’i" del idioma movima que significa "praderas". Sin embargo, el manuscrito del fray Nicolás Armentia, menciona que la palabra "Beni" viene de las lenguas tacanas, en la cual significa "viento".

## Historia

### Época prehispánica

Hombre chácobo fotografiado en la región del Lago Rogaguado en 1908.

Desde antes del 4000 a. C. la región fue asentamiento de grupos humanos organizados en sociedades preestatales (en algunos casos muy centralizados), definidos como curacazgos, liderados por curacas.
Hacia el siglo IV a. C. se constituyó en la llanura de Mojos una importante civilización precolombina, conocida como cultura hidráulica de las lomas (hasta el siglo XIII d. C.). Se basaban en el uso de características ambientales (uso de plantas acuáticas como fertilizantes y gigantescos sistemas de pesca) y en la construcción de grandes obras hidráulicas que permitían la conexión entre los núcleos humanos en cualquier estación, además de permitir el cultivo durante la época de inundaciones (creación de campos de cultivo elevados, visibles aun hoy en día desde el aire), utilizando terraplenes, diques, canales y lagunas con distintas funciones.

### Época colonial
A la llegada de los españoles, la región ya estaba en plena decadencia desde hacía tres siglos. De igual manera la región se mantuvo como uno de los centros de origen y propagación de muchos productos agrícolas de difusión mundial: tabaco, maní (o cacahuete), algodón, yuca (Manihot esculenta), camote (Ipomoea batatas).
Después de una temporada de intenso interés por parte de los españoles en la primera fase de la época colonial, cuando se creía que en la región pudiesen estar unas de las sedes del mítico El Dorado (o Paitití), la región permanecerá en un estado de fuerte marginalidad por algunos siglos.

### Época republicana
En homenaje al primer año de la victoria boliviana en la batalla de Ingavi del 18 de noviembre de 1841, se creó el departamento del Beni. Fue así que el 18 de noviembre de 1842, mediante Decreto Supremo del mariscal y presidente de Bolivia José Ballivián, se creó el departamento sobre territorio que formaba parte del departamento de Santa Cruz. El Beni fue creado sobre la base de las misiones de Moxos: San Ignacio, Trinidad, Magdalena, Baures, San Joaquín, Santa Ana y Loreto, entre otras, que formaban parte del departamento de Santa Cruz al momento de constituirse la República de Bolivia. Ballivián rindió homenaje, de esa manera, al primer aniversario de la victoriosa batalla de Ingavi, que no solo selló definitivamente la independencia nacional, sino que mutiló todo atisbo de un proyecto panperuano y recordado por la muerte del caudillo peruano Agustín Gamarra.
El departamento del Beni a su vez se dividía en tres provincias: Moxos, Caupolicán y Yuracarés.
| Primeras provincias históricas y originales con las que se creó el Departamento del Beni en 1842 | Primeras provincias históricas y originales con las que se creó el Departamento del Beni en 1842 | Primeras provincias históricas y originales con las que se creó el Departamento del Beni en 1842 |
| N.º                                                                                              | Provincia                                                                                        | Capital                                                                                          |
| ------------------------------------------------------------------------------------------------ | ------------------------------------------------------------------------------------------------ | ------------------------------------------------------------------------------------------------ |
| 1°                                                                                               | Provincia Moxos                                                                                  | Trinidad                                                                                         |
| 2°                                                                                               | Provincia de Caupolican                                                                          | Apolobamba                                                                                       |
| 3°                                                                                               | Provincia de Yuracaré                                                                            | Chimoré                                                                                          |

La división política del departamento del Beni fue modificada el 9 de julio de 1856 por el entonces presidente Jorge Córdova mediante Decreto Supremo. Las nuevas provincias del departamento eran Cercado, con capital Trinidad, Magdalena, con capital Magdalena, Sécure, con capital San Ignacio, y Reyes, con capital Reyes.
En la época republicana, entre la mitad del siglo XIX y el inicio del XX, el norte del departamento fue protagonista del auge económico de la goma o caucho en el país y el mundo. La abundancia de árboles de siringa (Hevea brasiliensis) llamó a un gran número de personas a la región, muchos aventureros y trabajadores, la mayoría de los cuales eran indígenas, que trabajaban en condiciones de semiesclavitud. Por décadas, el área se transformó en una de las regiones más activas y dinámicas de Bolivia. Cachuela Esperanza y un importante centro de tránsito del caucho, a la orilla del río Beni, tenía a final del siglo XIX uno de los más equipados hospitales de Bolivia.
Actualmente la explotación siringuera prácticamente ha desaparecido del área por falta de rentabilidad frente a la producción del Asia meridional: muchas de las antiguas barracas caucheras han sido transformadas en estancias ganaderas. Sobreviven sólo pequeños productores locales de ponchos engomados para la navegación fluvial y otros objetos de uso tradicional.
En 1887 se inició en la ciudad de Trinidad, la capital departamental, un movimiento indígena llamado la Guayochería, que concluyó en un conflicto étnico. El enfrentamiento se dio entre los denominados carayanas (blancos) de Trinidad y los indígenas de los llanos de Moxos, liderados por Andrés Guayacho, un caudillo itonama originario de Magdalena. El conflicto terminó con la tortura y la muerte de varios indígenas junto a su líder, así como de 21 jóvenes carayanas.

## Demografía
De acuerdo con el censo boliviano de 2024, la población del departamento del Beni es de 477 441 habitantes.

### Población histórica
Los censos anteriores a 1882 no son del todo exactos ni confiables, ya que solo ofrecen estimaciones y no reflejan con precisión la población departamental de aquella época. Recién a partir del año 1882 (una vez terminada la guerra del Pacífico) se puede contar con datos precisos de población de cada departamento de Bolivia.
La población del departamento aumentó casi siete veces entre 1950 y 2024:
| Población histórica del departamento del Beni | Población histórica del departamento del Beni | Población histórica del departamento del Beni |
| Año                                           | Habitantes                                    | Fuente                                        |
| --------------------------------------------- | --------------------------------------------- | --------------------------------------------- |
| 1831                                          | 41 228                                        | Censo boliviano de 1831                       |
| 1845                                          | 48 406                                        | Censo boliviano de 1845                       |
| 1854                                          | 114 922                                       | Censo boliviano de 1854                       |
| 1882                                          | 16 744                                        | Censo boliviano de 1882                       |
| 1900                                          | 32 180                                        | Censo boliviano de 1900                       |
| 1950                                          | 71 636                                        | Censo boliviano de 1950                       |
| 1976                                          | 168 367                                       | Censo boliviano de 1976                       |
| 1992                                          | 276 174                                       | Censo boliviano de 1992                       |
| 2001                                          | 362 521                                       | Censo boliviano de 2001                       |
| 2012                                          | 422 008                                       | Censo boliviano de 2012                       |
| 2024                                          | 477 441                                       | Censo boliviano de 2024                       |

### Inmigración
Al igual como ocurrió con otros departamentos, el departamento del Beni también ha recibido la inmigración de personas procedentes de diferentes partes de Bolivia así como también de otros países del mundo.
Los residentes paceños se han convertido en una de las comunidades más grandes dentro del departamento del Beni. Otro grupo grande son también los residentes cruceños, al igual que los residentes pandinos y los residentes cochabambinos. 

### Densidad de la población
El departamento del Beni es uno los departamentos menos densamente poblados. Su baja densidad poblacional se debe a su extenso territorio de selvas, llanuras y áreas de difícil acceso.
- Superficie: Abarca aproximadamente 213.564 km², lo que lo convierte en el segundo departamento más extenso del país.
- Población: Según el Censo Nacional de Población y vivienda de 2012, la población del departamento del Beni era de aproximadamente 420.000 habitantes.
- Densidad poblacional: Aproximadamente 2 habitantes por km², lo que refleja una baja concentración de población, principalmente debido a la naturaleza geográfica de la región (selvas, ríos y pantanos).

### Población urbana y rural
- Población urbana: Aproximadamente el 40% de la población del Beni vive en áreas urbanas, principalmente en la ciudad de Trinidad y otras localidades importantes como Riberalta, Guayaramerín y San Borja.

- Población rural: El 60% vive en áreas rurales dispersas, donde las comunidades indígenas tienen un papel importante.

### Migración y crecimiento
- El departamento del Beni ha experimentado un crecimiento poblacional bajo en comparación con otros departamentos de Bolivia. Las oportunidades laborales limitadas y las condiciones de vida en muchas áreas rurales han generado migración interna, especialmente hacia departamentos más industrializados como Santa Cruz y La Paz.

### Distribución por edades
La estructura de edades en el departamento del Beni refleja una población joven, similar a otras regiones de Bolivia. Sin embargo, en las zonas rurales, la tasa de natalidad es más alta que en las áreas urbanas.
- Niños y adolescentes (0-14 años) representan alrededor del 35% de la población.

- Adultos jóvenes (15-39 años) forman aproximadamente el 40%.

- Adultos mayores (40 años en adelante) constituyen el 25% restante.

### Desafíos y desarrollo
El departamento enfrenta importantes desafíos de desarrollo, como la falta de infraestructura adecuada, acceso a la educación y servicios de salud en las zonas más remotas. Estas limitaciones han contribuido a mantener una baja densidad de población y una estructura que tiende a ser más rural.

#### Población nacional
| Inmigrantes nacionales viviendo en el departamento del Beni | Inmigrantes nacionales viviendo en el departamento del Beni | Inmigrantes nacionales viviendo en el departamento del Beni | Inmigrantes nacionales viviendo en el departamento del Beni | Inmigrantes nacionales viviendo en el departamento del Beni | Inmigrantes nacionales viviendo en el departamento del Beni |
| Posición                                                    | Departamento de                                             | Censo de 1992                                               | Censo de 2001                                               | Censo de 2012                                               | Crecimiento 1992-2012                                       |
| ----------------------------------------------------------- | ----------------------------------------------------------- | ----------------------------------------------------------- | ----------------------------------------------------------- | ----------------------------------------------------------- | ----------------------------------------------------------- |
| 1                                                           | La Paz                                                      | 10 853                                                      | 16 102                                                      | 19 090                                                      | 75,89 %                                                     |
| 2                                                           | Santa Cruz                                                  | 6 971                                                       | 10 252                                                      | 14 233                                                      | 104,17 %                                                    |
| 3                                                           | Pando                                                       | 7 293                                                       | 8 205                                                       | 7 657                                                       | 4,99 %                                                      |
| 4                                                           | Cochabamba                                                  | 5 860                                                       | 6 365                                                       | 7 395                                                       | 26,19 %                                                     |
| 5                                                           | Potosí                                                      | 2 217                                                       | 2 853                                                       | 3 098                                                       | 39,73 %                                                     |
| 6                                                           | Oruro                                                       | 1 654                                                       | 1 895                                                       | 2 065                                                       | 24,84 %                                                     |
| 7                                                           | Chuquisaca                                                  | 772                                                         | 1 037                                                       | 1 61                                                        | 109,32 %                                                    |
| 8                                                           | Tarija                                                      | 477                                                         | 568                                                         | 717                                                         | 50,31 %                                                     |
|                                                             | Total                                                       | 36 097 inmigrantes                                          | 47 277 inmigrantes                                          | 55 871 inmigrantes                                          | 54,78 %                                                     |

#### Población extranjera
| Inmigrantes extranjeros viviendo en el departamento del Beni | Inmigrantes extranjeros viviendo en el departamento del Beni | Inmigrantes extranjeros viviendo en el departamento del Beni |
| Posición                                                     | País                                                         | Censo de 2012                                                |
| ------------------------------------------------------------ | ------------------------------------------------------------ | ------------------------------------------------------------ |
| 1                                                            | Brasil                                                       | 1 158                                                        |
| 2                                                            | España                                                       | 417                                                          |
| 3                                                            | Argentina                                                    | 220                                                          |
| 4                                                            | Perú                                                         | 202                                                          |
| 5                                                            | Japón                                                        | 158                                                          |
| 6                                                            | México                                                       | 93                                                           |
| 7                                                            | Estados Unidos                                               | 86                                                           |
| 8                                                            | Colombia                                                     | 73                                                           |
| 9                                                            | Italia                                                       | 67                                                           |
| 10                                                           | Cuba                                                         | 59                                                           |
| 11                                                           | Chile                                                        | 54                                                           |
| 12                                                           | Alemania                                                     | 45                                                           |
| 13                                                           | Suiza                                                        | 37                                                           |
| 14                                                           | Reino Unido                                                  | 27                                                           |
| 15                                                           | Paraguay                                                     | 25                                                           |
| 16                                                           | China                                                        | 20                                                           |
| 17                                                           | Francia                                                      | 19                                                           |
| 18                                                           | Belice                                                       | 19                                                           |
| 19                                                           | Venezuela                                                    | 12                                                           |
| 20                                                           | Ecuador                                                      | 11                                                           |
| 21                                                           | Canadá                                                       | 7                                                            |
| Resto de otros Países                                        | Resto de otros Países                                        | 128 inmigrantes                                              |
| Sin especificar                                              | Sin especificar                                              | 323 inmigrantes                                              |
|                                                              | Total                                                        | 3 260 inmigrantes                                            |

## Provincias
De acuerdo con la actual Constitución Política de Bolivia, la máxima autoridad del departamento es el gobernador. Desde 2005 el gobernador es elegido por voto popular directo para un término de 5 años (anteriormente el cargo era designado por el presidente de Bolivia).
De la misma manera, el departamento del Beni cuenta también con una Asamblea Legislativa Departamental (similar a una legislatura departamental, pero con funciones restringidas) de 12 miembros, llamados «asambleístas». Cada provincia del departamento recibe un mínimo de 1 consejero, siendo los consejeros restantes asignados de acuerdo al número de habitantes. La elección de los consejeros corresponde por ley a los municipios.
A partir de 2010 se elige un gobernador y una asamblea legislativa departamental, en concordancia con lo establecido en la nueva constitución boliviana.
El departamento del Beni está constituido por 8 provincias, que se recogen en la siguiente tabla.
| Cercado                | Trinidad                    | 12 276 | 166 732 |                                 |                                                                        |         |
| Cercado                | Trinidad                    | 12 276 | 166 732 | 1. Trinidad                     | 1. Trinidad                                                            | 162 710 |
| Cercado                | Trinidad                    | 12 276 | 166 732 | 2. San Javier                   | 2. San Javier 3. San Pedro                                             | 4022    |
| Antonio Vaca Díez      | Riberalta                   | 22 434 | 163 392 |                                 |                                                                        |         |
| Antonio Vaca Díez      | Riberalta                   | 22 434 | 163 392 | 3. Riberalta                    | 3. Concepción 4. Florida 5. Ivon 6. Riberalta                          | 113 104 |
| Antonio Vaca Díez      | Riberalta                   | 22 434 | 163 392 | 4. Guayaramerín                 | 7. Guayaramerín 8. Yata 9. Cachuela Esperanza 10. Villa Bella          | 50 288  |
| General José Ballivián | Santos Reyes                | 40 444 | 84 596  |                                 |                                                                        |         |
| General José Ballivián | Santos Reyes                | 40 444 | 84 596  | 5. Santos Reyes                 | 11. Cavinas 12. Santos Reyes                                           | 11 750  |
| General José Ballivián | Santos Reyes                | 40 444 | 84 596  | 6. San Borja                    | 13. San Borja                                                          | 41 400  |
| General José Ballivián | Santos Reyes                | 40 444 | 84 596  | 7. Santa Rosa                   | 14. Santa Rosa                                                         | 10 204  |
| General José Ballivián | Santos Reyes                | 40 444 | 84 596  | 8. Rurrenabaque                 | 15. Rurrenabaque                                                       | 21 242  |
| Yacuma                 | Santa Ana del Yacuma        | 34 686 | 22 617  |                                 |                                                                        |         |
| Yacuma                 | Santa Ana del Yacuma        | 34 686 | 22 617  | 9. Santa Ana del Yacuma         | 16. Santa Ana del Yacuma 17. José A. de Palacios                       | 18 465  |
| Yacuma                 | Santa Ana del Yacuma        | 34 686 | 22 617  | 10. Exaltación                  | 18. Exaltación                                                         | 4 152   |
| Mojos                  | San Ignacio de Mojos        | 33 316 | 20 715  |                                 |                                                                        |         |
| Mojos                  | San Ignacio de Mojos        | 33 316 | 20 715  | 11. San Ignacio de Moxos        | 19. San Ignacio de Moxos 20. San Lorenzo 21. San Francisco             | 20 715  |
| Marbán                 | Nuestra Señora de Loreto    | 15 126 | 15 304  |                                 |                                                                        |         |
| Marbán                 | Nuestra Señora de Loreto    | 15 126 | 15 304  | 12. Nuestra Señora de Loreto    | 22. Limoque 23. San Antonio 24. Nuestra Señora de Loreto 25. Sachoreje | 2 878   |
| Marbán                 | Nuestra Señora de Loreto    | 15 126 | 15 304  | 13. San Andrés                  | 26. Peroto 27. San Andrés 28. San Lorenzo                              | 12 426  |
| Mamoré                 | San Joaquín                 | 18 706 | 12 378  |                                 |                                                                        |         |
| Mamoré                 | San Joaquín                 | 18 706 | 12 378  | 14. San Joaquín                 | 29. San Joaquín 30. More                                               | 6 051   |
| Mamoré                 | San Joaquín                 | 18 706 | 12 378  | 15. San Ramón                   | 31. San Ramón 32. Las Pampitas                                         | 5 217   |
| Mamoré                 | San Joaquín                 | 18 706 | 12 378  | 16. Puerto Siles                | 33. Puerto Siles 34. Alejandría 35. Vigo                               | 1 110   |
| Iténez                 | Nuestra Señora de Magdalena | 36 576 | 21 361  |                                 |                                                                        |         |
| Iténez                 | Nuestra Señora de Magdalena | 36 576 | 21 361  | 17. Nuestra Señora de Magdalena | 36. Nuestra Señora de Magdalena 37. Orobayaya 38. Versalles            | 12 033  |
| Iténez                 | Nuestra Señora de Magdalena | 36 576 | 21 361  | 18. Baures                      | 39. Baures 40. Motegua                                                 | 5 343   |
| Iténez                 | Nuestra Señora de Magdalena | 36 576 | 21 361  | 19. Huacaraje                   | 41. Huacaraje 42. El Carmen                                            | 3 985   |

## Municipios
El departamento del Beni está compuesto por 19 municipios siendo el municipio de Trinidad el más poblado, llegando a concentrar al 32,10 % del total de la población departamental. El siguiente cuadro muestra los municipios del departamento ordenados por población (según censo oficial de población de noviembre de 2012 y su estimación del año 2022 y en negrita los municipios capitales de provincia).
| Posición | Municipio            | Población (Censo 2022) | Representación poblacional a nivel departamental |
| -------- | -------------------- | ---------------------- | ------------------------------------------------ |
| 1.º      | Trinidad             | 124.357                | 32,20 %                                          |
| 2.º      | Riberalta            | 107.141                | 22,25 %                                          |
| 3.º      | San Borja            | 45.562                 | 8,18 %                                           |
| 4.º      | Guayaramerin         | 40.759                 | 9,91 %                                           |
| 5.º      | San Ignacio de Moxos | 21.578                 | 4,10 %                                           |
| 6.º      | Rurrenabaque         | 21.018                 | 4,18 %                                           |
| 7.º      | Santa Ana del Yacuma | 18.102                 | 3,58 %                                           |
| 8.º      | San Andrés           | 15.635                 | 2,54 %                                           |
| 9.º      | Magdalena            | 12.769                 | 2,35 %                                           |
| 10.º     | Reyes                | 11.274                 | 2,29 %                                           |
| 11.°     | Santa Rosa de Yacuma | 10.910                 | 2,01 %                                           |
| 12.º     | Exaltación           | 7.890                  | 0,79 %                                           |
| 13.°     | San Javier           | 7.654                  | 0,78 %                                           |
| 14.º     | San Joaquín          | 6.851                  | 1,18 %                                           |
| 15.º     | Baures               | 6.564                  | 1,04 %                                           |
| 16.º     | San Ramón            | 5.441                  | 1,02 %                                           |
| 17.º     | Huacaraje            | 4.628                  | 0,79 %                                           |
| 18.º     | Loreto               | 4.263                  | 0,56 %                                           |
| 19.º     | Puerto Siles         | 1.095                  | 0,21 %                                           |
| Beni     | Beni                 | 477.641                | 100 %                                            |

## Clima

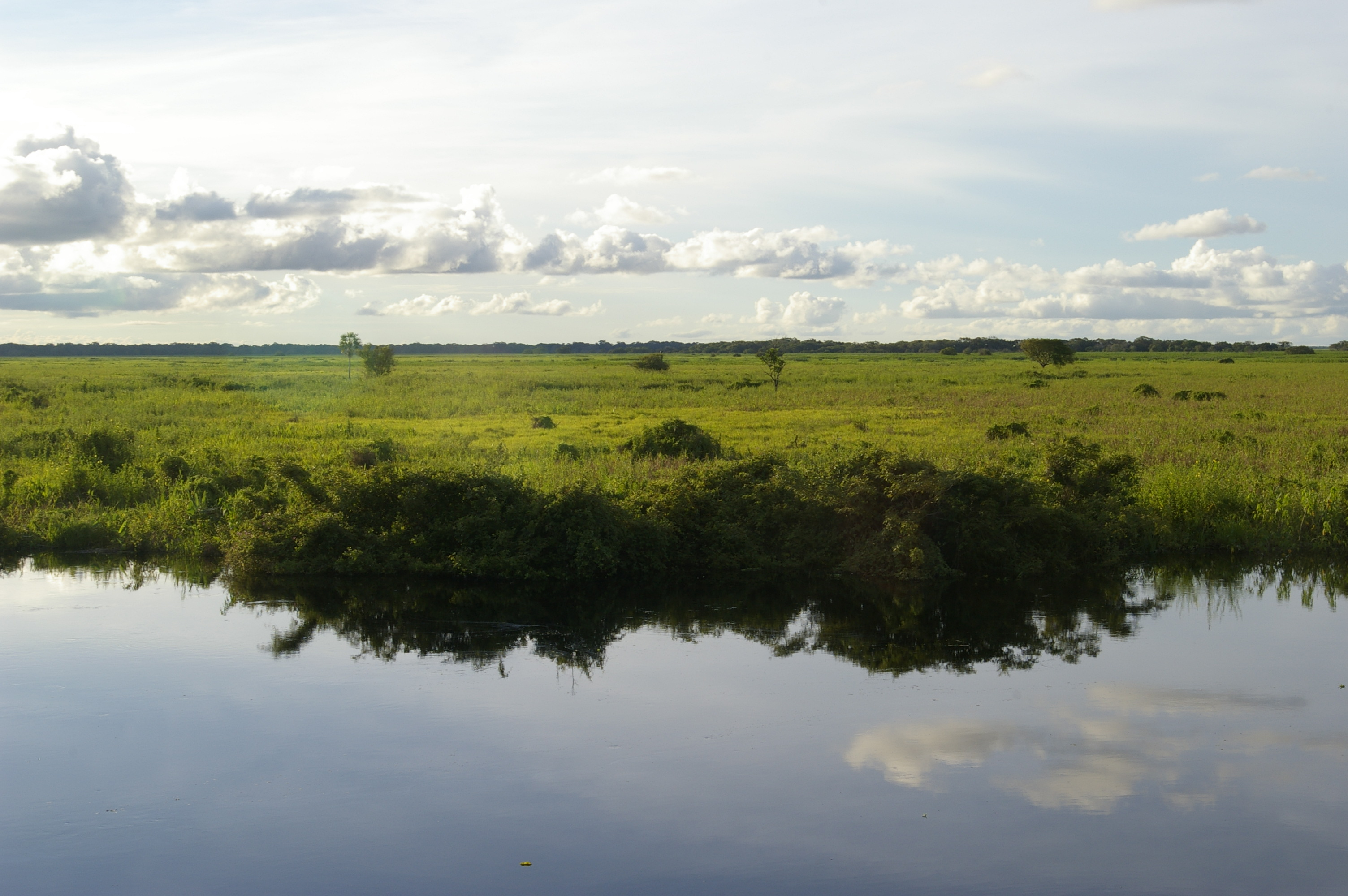
La sabana y el río Yacuma.

En el departamento se presenta mayormente un clima tropical húmedo, con una precipitación media anual entre 1000 y 4000 mm. El ambiente es caluroso en general. La temperatura promedio oscila entre 28 y 35 °C. En ciertas temporadas, el territorio es surcado por vientos fríos del sur que producen descensos bruscos de temperatura. Estos vientos son conocidos como «surazos».

## Geografía
El territorio es una amplia planicie de sabana (véase Sabana del Beni, con abundantes cursos de aguas, lagunas tectónicas y artificiales y pantanos (localmente denominados «curichi»). Se trata de una sabana de inundación que durante la temporada de lluvia, entre diciembre y mayo, puede inundar amplias áreas del departamento. En casos extremos, pero frecuentes (por ejemplo en los años 1992, 2007, 2008 y 2014), esta inundación puede abarcar más de 100 000 km² del departamento.
Se presentan afloramientos rocosos y pequeñas serranías de origen precámbrico hacia el este, en las regiones fronterizas con Brasil. El bosque ocupa las riberas de los numerosos ríos (bosque de galería) y rodea prácticamente todas las extensas sabanas de unos 150 000 km² de extensión.
El bosque tropical húmedo del sector meridional es el más amenazado por los cultivos agroindustriales (soya principalmente) tanto que en algunos sectores ha desaparecido completamente quedando sin solución de continuidad los cultivos con la sabana.
En el área occidental, el bosque de piedemonte andino también es amenazado, aunque en menor medida, por los cultivos de subsistencia de colonos y la tala industrial para la obtención de madera.

### Hidrografía
El departamento del Beni cuenta con numerosos lagos y lagunas que forman parte de la cuenca amazónica, dentro de los cuales se destacan los lagos Rogagua, Rogaguado, Huaytunas, Yusala, San Lorenzo y Colorado.

## Economía
Introducida a comienzo del siglo XVII por los jesuitas, la ganadería es la actividad económica más importante del departamento. Se trata de una ganadería extensiva que ocupa la sabana natural, y su grande diversidad de pastos naturales, para la producción principalmente de carne. En el departamento del Beni existe un aproximado de tres millones de cabezas de ganado.
La agricultura tiene una prioritaria importancia para la subsistencia de la población rural. Aunque el clima es favorable, los suelos no son muy productivos. Los cultivos principales, algunos de estos originarios de la región, son la yuca, maíz, plátano, arroz (en los últimos años cultivados también en forma industrial en la sabana), frutales, etc.
En los bosques del norte y este del departamento se recolecta la castaña o almendra (nuez del Brasil) obtenida del árbol Bertholletia excelsa, del cual en el departamento del Beni, junto al limítrofe departamento de Pando, es el principal lugar productor de este producto en el mundo.
La pesca representa otro importante sector productivo, orientado siempre más hacia la venta dentro del país o para la exportación. La caza de lagarto, Caiman crocodylus, para la obtención de cuero, legalizada por cupo anuales hace algunos años, se ha convertido en otra actividad económica importante dirigida casi exclusivamente hacia la exportación, siendo Italia y Francia los principales importadores de este. Lamentablemente son escasos los controles sobre el respeto de los cupos de caza. Para la economía de subsistencia es también importante la caza de animales silvestres.

### Minería
En el departamento del Beni se ha establecido la presencia de estaño, manganeso, plomo, platino, oro, berilio y columbita.[cita requerida]
Aunque se ha establecido la presencia de varios minerales, sobre todo en el área occidental del departamento, solo la extracción de oro tiene importancia en el sector minero (serranía de San Simón). Los bosques del Beni poseen una muy gran variedad de maderas preciosas que van desde la liviana madera balsa hasta el cuchi, del que es tan duro como el acero.

### Producto interno bruto
En cuanto a su producto interno bruto (PIB) hasta el año 2016, la economía beniana a nivel departamental ascendía a los 6.441   millones de bolivianos (alrededor de un total de 939 millones de dólares) según el Instituto Nacional de Estadística de Bolivia. En cuanto a su posicionamiento a nivel nacional Beni es la octava economía departamental del país (penúltima), solo por encima del Departamento de Pando (con 309 millones de dólares en su PIB)
El año 2007, la economía departamental beniana tuvo un descenso de su producto interno bruto pasando de producir 370 millones de dólares en 2006 a solo producir 365 millones para finales de 2007, esto debido a las fuertes inundaciones del Rio Mamoré que afectaron duramente ese año y que aún siguen afectando gravemente a la economía del Beni y a su capital, los cuales retrasan el crecimiento y desarrollo económico del departamento.
El año 2013, el PIB per cápita del departamento era de 1.719 dólares siendo uno de los más bajos y que menos crece.
En el año 2012, la población del departamento del Beni llegaba a los 422.008 habitantes, en donde su producto interno bruto dividido por la cantidad de su población, daba el resultado de un PIB per cápita de 2.060 dólares por cada habitante del departamento, siendo esta la cifra más baja del país en comparación con otros departamentos de Bolivia.
| Tamaño de la economía del departamento del Beni (PIB) Riqueza promedio por cada habitante (PIB per Cápita) | Tamaño de la economía del departamento del Beni (PIB) Riqueza promedio por cada habitante (PIB per Cápita) | Tamaño de la economía del departamento del Beni (PIB) Riqueza promedio por cada habitante (PIB per Cápita) | Tamaño de la economía del departamento del Beni (PIB) Riqueza promedio por cada habitante (PIB per Cápita) | Tamaño de la economía del departamento del Beni (PIB) Riqueza promedio por cada habitante (PIB per Cápita) |
| Año | PIB (en Dólares)                                                                                           | PIB per Cápita (en Dólares)                                                                                | Crecimiento del PIB departamental                                                                          | Población Total                                                                                            |
| --- | --- | --- | --- | --- |
| 1988 | US$ 190 millones                                                                                           | US$ 730 dólares                                                                                            | Sin cambios                                                                                                | 261 323 habitantes                                                                                         |
| 1989 | US$ 189 millones                                                                                           | US$ 703 dólares                                                                                            | + 2.29 %                                                                                                   | 268 766 habitantes                                                                                         |
| 1990 | US$ 206 millones                                                                                           | US$ 746 dólares                                                                                            | + 5.25 %                                                                                                   | 276 443 habitantes                                                                                         |
| 1991 | US$ 225 millones                                                                                           | US$ 792 dólares                                                                                            | - 1.01 %                                                                                                   | 284 337 habitantes                                                                                         |
| 1992 | US$ 227 millones                                                                                           | US$ 776 dólares                                                                                            | - 2.19 %                                                                                                   | 292 442 habitantes                                                                                         |
| 1993 | US$ 228 millones                                                                                           | US$ 760 dólares                                                                                            | + 3.64 %                                                                                                   | 300 782 habitantes                                                                                         |
| 1994 | US$ 233 millones                                                                                           | US$ 754 dólares                                                                                            | + 2.68 %                                                                                                   | 309 383 habitantes                                                                                         |
| 1995 | US$ 260 millones                                                                                           | US$ 820 dólares                                                                                            | + 3.15 %                                                                                                   | 318 270 habitantes                                                                                         |
| 1996 | US$ 283 millones                                                                                           | US$ 866 dólares                                                                                            | + 3.47 %                                                                                                   | 327 462 habitantes                                                                                         |
| 1997 | US$ 298 millones                                                                                           | US$ 887 dólares                                                                                            | + 6.53 %                                                                                                   | 336 942 habitantes                                                                                         |
| 1998 | US$ 317 millones                                                                                           | US$ 917 dólares                                                                                            | + 3.59 %                                                                                                   | 346 686 habitantes                                                                                         |
| 1999 | US$ 322 millones                                                                                           | US$ 905 dólares                                                                                            | + 7.20 %                                                                                                   | 356 669 habitantes                                                                                         |
| 2000 | US$ 314 millones                                                                                           | US$ 856 dólares                                                                                            | + 2.69 %                                                                                                   | 366 864 habitantes                                                                                         |
| 2001 | US$ 305 millones                                                                                           | US$ 820 dólares                                                                                            | + 1.90 %                                                                                                   | 372 175 habitantes                                                                                         |
| 2002 | US$ 285 millones                                                                                           | US$ 757 dólares                                                                                            | - 0.08 %                                                                                                   | 377 485 habitantes                                                                                         |
| 2003 | US$ 280 millones                                                                                           | US$ 732 dólares                                                                                            | - 0.07 %                                                                                                   | 382 796 habitantes                                                                                         |
| 2004 | US$ 288 millones                                                                                           | US$ 745 dólares                                                                                            | + 1.70 %                                                                                                   | 388 107 habitantes                                                                                         |
| 2005 | US$ 292 millones                                                                                           | US$ 742 dólares                                                                                            | + 1.14 %                                                                                                   | 393 418 habitantes                                                                                         |
| 2006 | US$ 370 millones                                                                                           | US$ 929 dólares                                                                                            | + 10.36 %                                                                                                  | 398 728 habitantes                                                                                         |
| 2007 | US$ 365 millones                                                                                           | US$ 905 dólares                                                                                            | + 0.91 %                                                                                                   | 404 039 habitantes                                                                                         |
| 2008 | US$ 465 millones                                                                                           | US$ 1 137 dólares                                                                                          | + 3.48 %                                                                                                   | 409 350 habitantes                                                                                         |
| 2009 | US$ 515 millones                                                                                           | US$ 1 244 dólares                                                                                          | + 3.75 %                                                                                                   | 414 661 habitantes                                                                                         |
| 2010 | US$ 574 millones                                                                                           | US$ 1 368 dólares                                                                                          | + 3.26 %                                                                                                   | 419 971 habitantes                                                                                         |
| 2011 | US$ 636 millones                                                                                           | US$ 1 497 dólares                                                                                          | + 2.01 %                                                                                                   | 425 282 habitantes                                                                                         |
| 2012 | US$ 685 millones                                                                                           | US$ 1 593 dólares                                                                                          | + 2.61 %                                                                                                   | 430 593 habitantes                                                                                         |
| 2013 | US$ 751 millones                                                                                           | US$ 1 719 dólares                                                                                          | + 4.59 %                                                                                                   | 437 016 habitantes                                                                                         |
| 2014 | US$ 800 millones                                                                                           | US$ 1 805 dólares                                                                                          | + 3.19 %                                                                                                   | 443 390 habitantes                                                                                         |
| 2015 | US$ 860 millones                                                                                           | US$ 1 914 dólares                                                                                          | + 5.28 %                                                                                                   | 449 697 habitantes                                                                                         |
| 2016 | US$ 943 millones                                                                                           | US$ 2 069 dólares                                                                                          | + 5.35 %                                                                                                   | 455 928 habitantes                                                                                         |
| 2017 | US$ 1 004 millones                                                                                         | US$ 2 173 dólares                                                                                          | + 3.94 %                                                                                                   | 462 081 habitantes                                                                                         |
| 2018 | US$ 1 104 millones                                                                                         | US$ 2 359 dólares                                                                                          | + 6.57 %                                                                                                   | 468 180 habitantes                                                                                         |
| 2019 | | | | |
| Nota: En Rojo, los años de decrecimiento del PIB, de 0% para abajo. En Verde, los años de crecimiento regular del PIB entre 0% y 4,50%. En Azul, los años de crecimiento bueno del PIB de 4,50% para arriba. Fuente: Instituto Nacional de Estadística de Bolivia INE (2019) | | | | |

| Departamentos de Bolivia según el tamaño de su Economía PIB (producto interno bruto) en 2018           | Departamentos de Bolivia según el tamaño de su Economía PIB (producto interno bruto) en 2018 | Departamentos de Bolivia según el tamaño de su Economía PIB (producto interno bruto) en 2018 | Departamentos de Bolivia según el tamaño de su Economía PIB (producto interno bruto) en 2018 |
| Posición                                                                                               | Departamento de                                                                              | Producto Interno Bruto                                                                       | País Comparable en PIB                                                                       |
| --- | -------------------------------------------------------------------------------------------- | -------------------------------------------------------------------------------------------- | -------------------------------------------------------------------------------------------- |
| 1.º | Santa Cruz                                                                                   | US$ 11 811 millones                                                                          | Guinea                                                                                       |
| 2.º | La Paz                                                                                       | US$ 11 319 millones                                                                          | Moldavia                                                                                     |
| 3.º | Cochabamba                                                                                   | US$ 6 037 millones                                                                           | Eritrea                                                                                      |
| 4.º | Tarija                                                                                       | US$ 3 204 millones                                                                           | Surinam                                                                                      |
| 5.º | Potosí                                                                                       | US$ 2 627 millones                                                                           | Bután                                                                                        |
| 6.º | Oruro                                                                                        | US$ 2 071 millones                                                                           | República Centroafricana                                                                     |
| 7.º | Chuquisaca                                                                                   | US$ 2 030 millones                                                                           | Cabo Verde                                                                                   |
| 8.º | Beni                                                                                         | US$ 1 104 millones                                                                           | Granada                                                                                      |
| 9.º | Pando                                                                                        | US$ 373 millones                                                                             | Micronesia                                                                                   |
| Total                                                                                                  | Bolivia                                                                                      | US$ 40.581 millones                                                                          | Túnez                                                                                        |
| Fuente: Instituto Nacional de Estadística de Bolivia INE (2019)                                        |                                                                                              |                                                                                              |                                                                                              |
| Departamentos de Bolivia por riqueza promedio de habitante (producto interno bruto per Cápita) en 2018 |                                                                                              |                                                                                              |                                                                                              |
| Posición                                                                                               | Departamento de                                                                              | PIB per Cápita                                                                               | País Comparable en PIB per Cápita                                                            |
| 1.º | Tarija                                                                                       | US$ 5 689 dólares                                                                            | Irak                                                                                         |
| 2.º | La Paz                                                                                       | US$ 3 926 dólares                                                                            | El Salvador                                                                                  |
| 3.º | Oruro                                                                                        | US$ 3 849 dólares                                                                            | Indonesia                                                                                    |
| 4.º | Santa Cruz                                                                                   | US$ 3 663 dólares                                                                            | Cabo Verde                                                                                   |
| Promedio                                                                                               | Bolivia                                                                                      | US$ 3 589 dólares                                                                            | Bolivia                                                                                      |
| 5.º | Chuquisaca                                                                                   | US$ 3 243 dólares                                                                            | Marruecos                                                                                    |
| 6.º | Cochabamba                                                                                   | US$ 3 062 dólares                                                                            | Filipinas                                                                                    |
| 7.º | Potosí                                                                                       | US$ 2 961 dólares                                                                            | Ucrania                                                                                      |
| 8.º | Pando                                                                                        | US$ 2 593 dólares                                                                            | Egipto                                                                                       |
| 9.º | Beni                                                                                         | US$ 2 359 dólares                                                                            | Honduras                                                                                     |
| Fuente: Instituto Nacional de Estadística de Bolivia INE (2019)                                        |                                                                                              |                                                                                              |                                                                                              |

## Gobierno y administración

### Política del Beni
La Asamblea Departamental del Beni es el principal Órgano legislativo del Departamento, siendo el órgano representativo de los habitantes del departamento. En la actualidad está constituido por veinte seis asambleístas departamentales elegidos por sufragio universal, igual, libre, directo y secreto.
Las funciones principales de la Asamblea Legislativa Departamental del Beni son: gobernar, legislar y fiscalizar el departamento como lo manda la Constitución boliviana y las demás normas del ordenamiento jurídico. 
El Gobernador del departamento del Beni ostenta la más alta representación del mismo en el Departamento del Beni. El gobernador es elegido mediante voto universal y secreto.
El Gobierno Autónomo Departamental del Beni es el órgano encargado de dirigir la acción política y ejerce la función ejecutiva y la potestad reglamentaria de acuerdo con la Constitución, el Estatuto y las leyes. El gobierno departamental estará compuesto por el gobernador y los subgobernadores provinciales (que serán elegidos mediante voto universal y secreto).

## Elecciones y Referéndums
Las elecciones departamentales son cada cinco años coincidiendo con las elecciones subnacionales o regionales. De esta forma, en las elecciones departamentales se eligen a los asambleístas del Asamblea Legislativa Departamental del Beni. Los 26 asambleístas departamentales que constituyen el asamblea departamental actualmente son elegidos por sufragio universal, igual, libre, directo y secreto. Las primeras elecciones a la Asamblea Legislativa Departamental se celebraron el año 2005.
Las siguientes tablas muestran los resultados de las elecciones departamentales a gobernador del Departamento de 2005, de 2010, de 2013 y 2015.

### Referéndum de hidrocarburos de 2004
Durante el referéndum de 2004 se realizaron 4 preguntas a la población boliviana. Las cuales fueron las siguientes:
- ¿Está usted de acuerdo con la abrogación de la Ley de Hidrocarburos 1989 promulgada por Gonzalo Sánchez de Lozada?

|  | 85,43 % |

|  | 14,57 % |

- ¿Está usted de acuerdo con la recuperación de la propiedad de todos los hidrocarburos en boca de pozo para el Estado boliviano?

|  | 92,06 % |

|  | 7,94 % |

- ¿Está usted de acuerdo con refundar Yacimientos Petrolíferos Fiscales Bolivianos (YPFB) recuperando la propiedad estatal de las acciones de las bolivianas y los bolivianos en las empresas petroleras capitalizadas, de manera que pueda participar en toda la cadena productiva de hidrocarburos?

|  | 86,09 % |

|  | 13,91 % |

- ¿Está usted de acuerdo con la política del presidente Carlos Mesa de utilizar el gas como recurso estratégico para el logro de una salida útil y soberana al Océano Pacífico?

|  | 72,53 % |

|  | 27,47 % |

- ¿Está usted de acuerdo con que Bolivia exporte gas en el marco de una política nacional que cubra el consumo de gas de las bolivianas y bolivianos, fomente la industrialización del gas en territorio nacional, cobre impuestos y/o regalías a las empresas petroleras llegando al 50 por ciento del valor de la producción del gas y el petróleo en favor del país; destine los recursos de la exportación e industrialización del gas principalmente para educación, salud, caminos y empleos?

|  | 79,76 % |

|  | 20,24 % |

#### Elecciones departamentales de 2005
- Elecciones departamentales del Beni de 2005 para Prefecto por el Departamento del Beni para el periodo 2006-2010 [20]

|  | 44,64 % |

|  | 29,82 % |

|  | 18,82 % |

|  | 6,72 % |

### Elecciones departamentales de 2010
- Elecciones departamentales de Bolivia de 2010 para Gobernador por el Departamento del Beni para el periodo 2010-2015 [21]

|  | 42,52 % |

|  | 40,15 % |

|  | 12,13 % |

|  | 3,95 % |

|  | 1,26 % |

#### Elecciones departamentales de 2013
- Elecciones departamentales del Beni de 2013 para Gobernador por el Departamento del Beni para el periodo 2013-2015 [21]

|  | 52,27 % |

|  | 44,35 % |

|  | 2,65 % |

|  | 0,72 % |

#### Elecciones departamentales de 2015
- Elecciones departamentales del Beni de 2015 para Gobernador por el Departamento del Beni para el periodo 2015-2020 [22]

|  | 41,01 % |

|  | 31,35 % |

|  | 27,65 % |

|  | 50,23 % |

|  | 49,77 % |

### Líderes políticos históricos del Departamento
| Posición | Nombre                    | Elecciones 2005 | Elecciones 2010 | Elecciones 2013 | Elecciones 2015 | Segunda Vuelta 2015 | Total de Votos |
| 1°       | Alex Ferrier Abidan       | Sin cambios     | Sin cambios     | Sin cambios     | 64.376          | 85.598              | 149.974        |
| 2°       | Carlos Dellien Bause      | Sin cambios     | Sin cambios     | Sin cambios     | 49.214          | 84.809              | 134.023        |
| 3°       | Jessica Jordan Burton     | Sin cambios     | 60.477          | 60.382          | Sin cambios     | Sin cambios         | 120.859        |
| 4°       | Ernesto Suárez Sattori    | 46.842          | 64.055          | Sin cambios     | Sin cambios     | Sin cambios         | 110.897        |
| 5°       | Carmelo Lenz Fredericksen | Sin cambios     | Sin cambios     | 71.161          | Sin cambios     | Sin cambios         | 71.161         |
| 6°       | Sandro Giordano García    | Sin cambios     | Sin cambios     | Sin cambios     | 43.403          | Sin cambios         | 43.403         |
| 7°       | Victor Hugo Abularach     | 31.290          | Sin cambios     | Sin cambios     | Sin cambios     | Sin cambios         | 31.290         |
| 8°       | Erwin Rivero              | 19.755          | Sin cambios     | Sin cambios     | Sin cambios     | Sin cambios         | 19.755         |
| 9°       | Ismael Schabib Montero    | Sin cambios     | 18.269          | Sin cambios     | Sin cambios     | Sin cambios         | 18.269         |
| 10°      | Felipe Raúl Crespo        | 7.054           | Sin cambios     | Sin cambios     | Sin cambios     | Sin cambios         | 7.054          |
| 11°      | Luis Benavides            | Sin cambios     | 5.949           | Sin cambios     | Sin cambios     | Sin cambios         | 5.949          |
| 12°      | Pedro Nuni Caity          | Sin cambios     | Sin cambios     | 3.606           | Sin cambios     | Sin cambios         | 3.606          |
| 13°      | Adermizon Algarañaz       | Sin cambios     | 1.894           | 986             | Sin cambios     | Sin cambios         | 2.880          |

### Inscritos habilitados para votar del departamento
La siguiente tabla, muestra la población total del departamento (mayores de 18 años de edad) que están inscritas en el padrón electoral y se encuentran habilitadas para votar.
| Elección                            | Inscritos habilitados para votar (+18 años) | Población departamental de ese año de la elección |
| ----------------------------------- | ------------------------------------------- | ------------------------------------------------- |
| Referéndum de Hidrocarburos de 2004 | 168 056                                     | 378 745                                           |
| Elecciones Departamentales de 2005  | 134 721                                     | 384 153                                           |
| Referéndum de Autonomías de 2006    | 128 836                                     | 389 561                                           |
| Referéndum Revocatorio de 2008      | 148 771                                     | 400 376                                           |
| Referéndum Constituyente de 2009    | 128 479                                     | 405 784                                           |
| Elecciones Departamentales de 2010  | 189 436                                     | 411 192                                           |
| Elecciones Judiciales de 2011       | 197 407                                     | 416 600                                           |
| Elecciones Departamentales de 2013  | 204 358                                     | 427 416                                           |
| Elecciones Departamentales de 2015  | 226 917                                     | 438 232                                           |
| Referéndum Constitucional de 2016   | 232 247                                     | 443 640                                           |
| Elecciones Judiciales de 2017       | 240 509                                     | 449 048                                           |

## Composición étnica
La población actual es étnicamente diversa. Hay oriundos de la zona y descendientes de europeos, aunque el mestizaje de siglos se refleja en una buena parte de la población del departamento.
Hay que señalar que en el departamento la población de origen nativo representa el 32 % de la población total (según el censo del INE de 2001). La mayoría de la población es mestiza y descendiente de europeos en segundo grado (principalmente descendientes de españoles desde la época colonial y otras minorías de origen francés, alemán, portugués, belga, croata y menonitas). También hay descendientes de inmigrantes japoneses, que llegaron a este departamento en busca de mejores oportunidades y a consecuencia de la Segunda Guerra Mundial. La mayoría de ellos se han instalado en la ciudad de Riberalta, formando además otro tipo de mestizaje.
Los grupos étnicos nativos principales son:
- baure
- canichana
- cayubaba
- chácobo
- chimán
- ese'ejja
- ignaciano
- itonoma
- javierano
- loretano
- moré
- movima
- trinitario
- pauserna
- sirionó
- tacana
- mojeño
- yuracaré

Estas etnias se encuentran dispersas en las áreas rurales del departamento, dedicándose principalmente a la agricultura de subsistencia, la pesca y actividades tradicionales.